# 卡斯特洛美第奇別墅

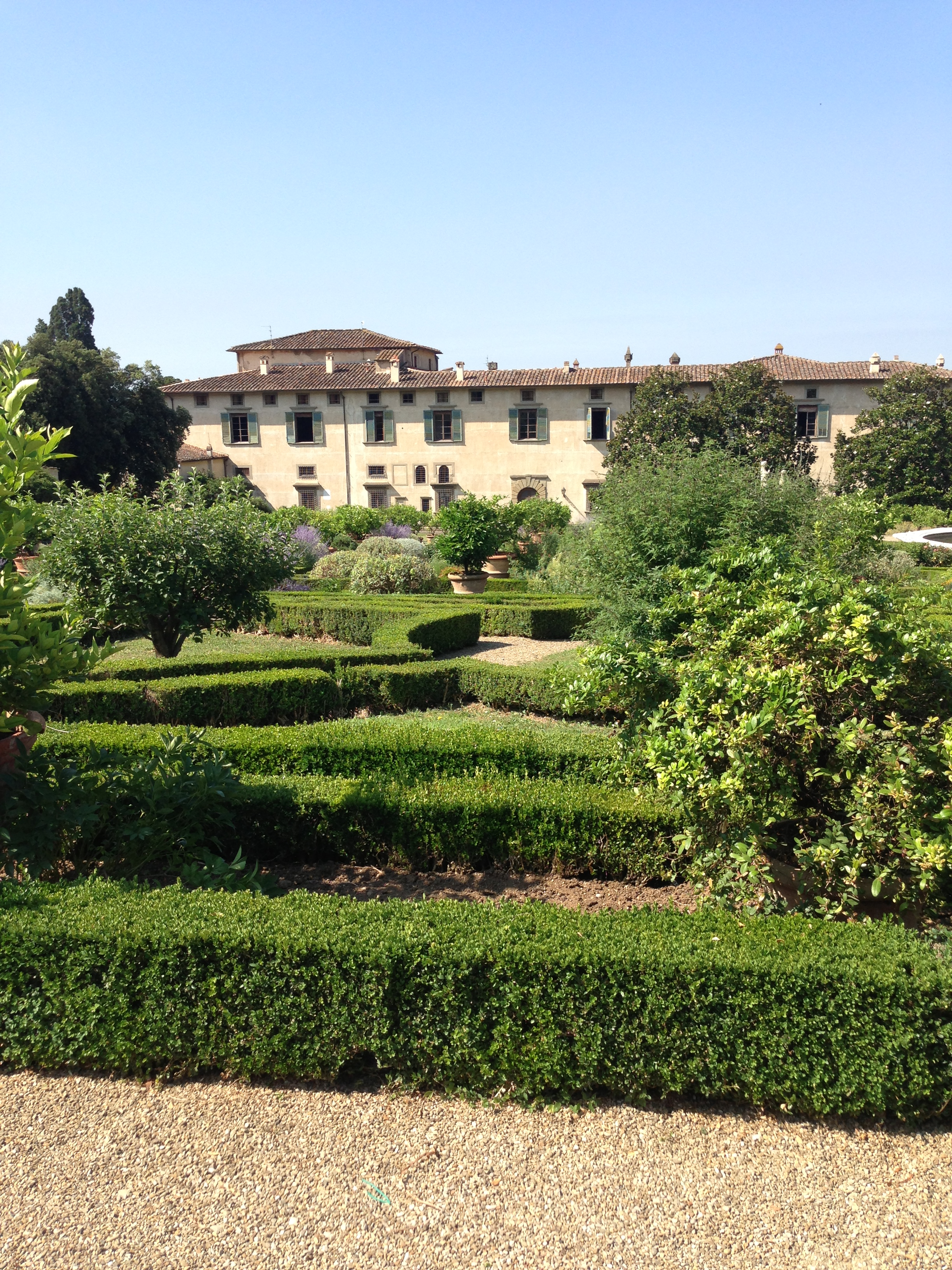

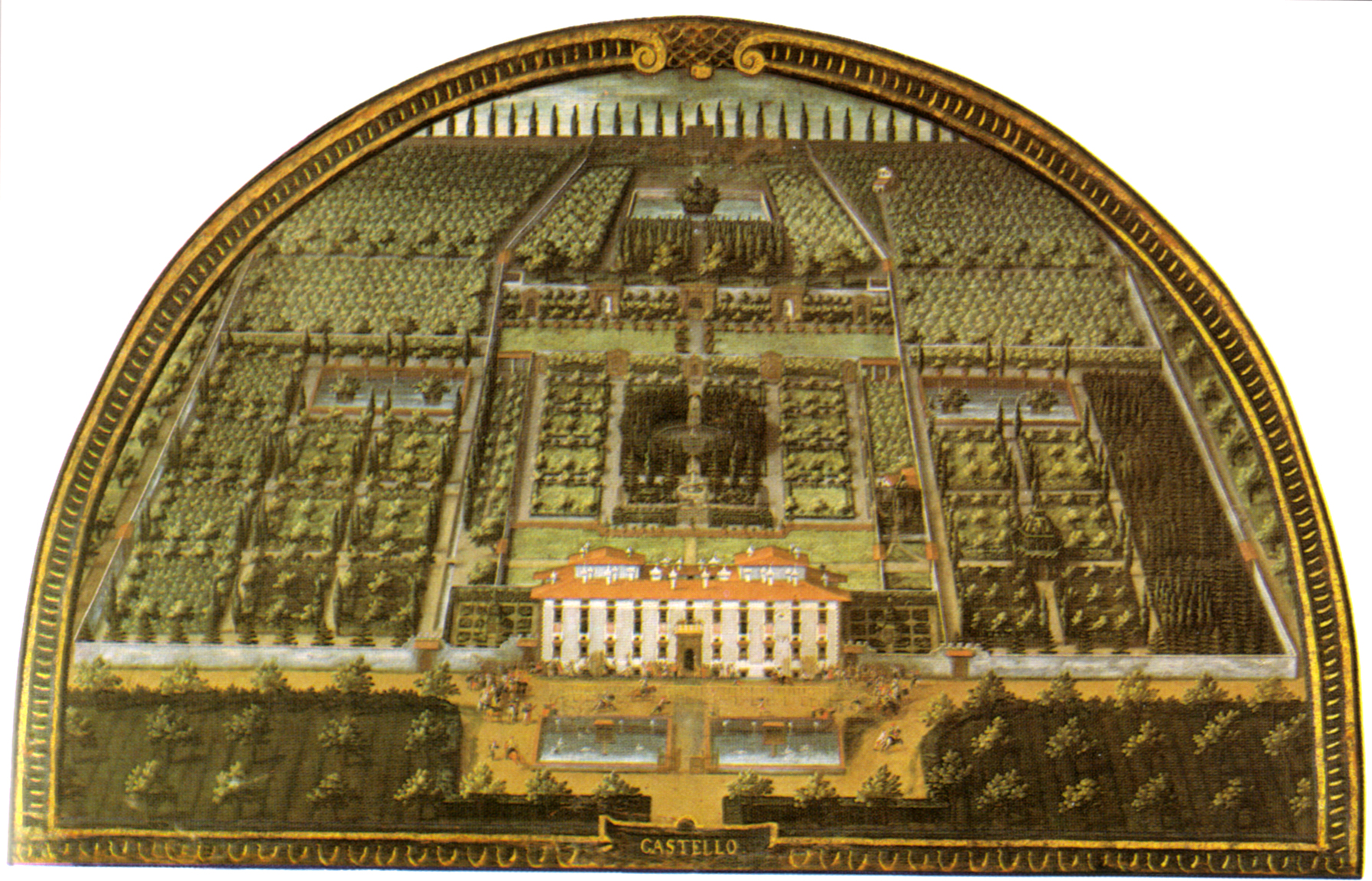

卡斯特洛美第奇別墅（Villa di ）位于意大利中部托斯卡纳佛罗伦萨的山丘上，是托斯卡纳大公科西莫一世德美第奇(1519-1574) 的乡间住宅。花园内充满喷泉、雕像，闻名全欧。别墅内收藏了一些文艺复兴时期的艺术珍品，包括桑德罗·波提切利 的杰作《维纳斯的诞生》和《春》。别墅的花园对意式园林和法式园林均产生了深远的影响。 